# Valérie Manteau

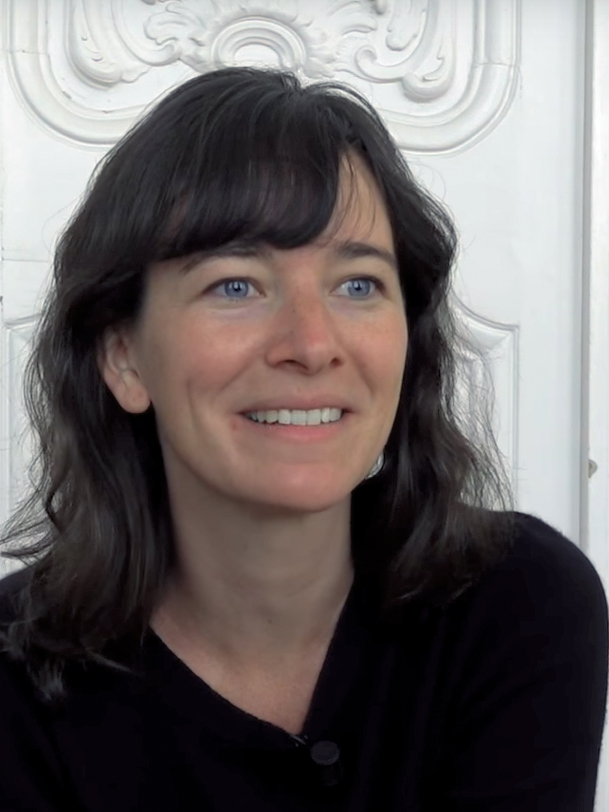
Valérie Manteau (2018)

Valérie Manteau (geboren 1985) ist eine französische Journalistin und Schriftstellerin.

## Leben
Valérie Manteau arbeitete von 2008 bis 2013 als Mitarbeiterin beim Verlag Les Échappés. Zwischen 2008 und 2013 schrieb sie Beiträge für die Satirezeitschrift Charlie Hebdo. Seit 2013 arbeitet sie in der Publikationstätigkeit des Musée des Civilisations de l’Europe et de la Méditerranée (Mucem) in Marseille.
Manteau veröffentlichte 2016 mit Calme et Tranquille ihr erstes Buch; für Le Sillon erhielt sie 2018 den Prix Renaudot.

## Werke
- Calme et Tranquille. Le Tripode, 2016 ISBN 2370551119
- Le Sillon. Le Tripode, 2018 ISBN 2370551674